# Celladhesion
Celladhesion är ett samlingsbegrepp inom cellbiologin för de biomolekylära processer som gör att celler kan binda till varandra och känna av sin omgivning. Detta sker genom så kallade adhesionsreceptorer eller celladhesionsmolekyler (CAM). Man pratar två olika principiella typer av celladhesion:
- Cell-celladhesion, som förbinder celler med varandra
- Cell-matrixadhesion, som förbinder celler till extracellulärt matrix i exempelvis basalmembran eller kollagen i bindväv

Celladhesionsmolekyler består dels av proteiner som binder mot cellerna eller extracellulärt matrix. Dessa är transmembrana. På insidan av cellens plasmamembran binder de till cytoskelettet via olika adapterproteiner. Till adapterproteinerna binder också ofta olika signaleringsproteiner, som vid inbindning aktiveras och "talar om" för cellen att den har kontakt med andra celler. 
Detta är en viktig funktion för att reglera vävnadstillväxt. Celler ska exempelvis bara dela sig när de sitter fast på en yta (för att inte ge upphov till tumörer), dessutom ska de bara dela sig vid tillväxt eller för att reparera skador. Detta känner cellerna av bland annat genom celladhesionsproteiner av olika slag. Då exempelvis ett sår uppstår kommer celler i huden att känna av att det saknas celler bredvid dem, och därför börja dela sig för att fylla igen hålet. När hålet är igenfyllt så känner cellerna istället av att det "har blivit trång", och slutar då att dela sig eftersom skadan är läkt. Vid flera typer av cancer fungerar inte denna signalering som den ska, utan celler kan dela sig fast de inte sitter fast emot ett basalmembran, och fastän de inte behöver dela sig för att fylla igen skador.
Interaktionerna delas in i olika grupper:
| Namn                               | Interaktionstyp | Adhesionsreceptor/CAM             | Cytoskelettinteraktion                                              | Funktion                                                                                                   |
| ---------------------------------- | --------------- | --------------------------------- | ------------------------------------------------------------------- | --- |
| Adherenspunkter/adherens junctions | Cell-cell       | Kadheriner                        | Aktinfilament                                                       | Upprätthåller cellens form, involverade i cellsignalering                                                  |
| Hemidesmosomer                     | Cell-matrix     | Integriner                        | Intermediära filament                                               | Ger framför allt epitelvävnader dess form, och styrka, involverade i cellsignalering och kontaktinhibering |
| Desmosomer                         | Cell-cell       | Desmosomala kadheriner            | Intermediära filament                                               | Ger slitstyrka åt cellen, cellsignalering                                                                  |
| Tight junctions                    | Cell-cell       | Klaudin, occludin                 | Aktinfilament                                                       | Tätar utrymmet mellan celler i epitelvävnader                                                              |
| Gap junctions                      | Cell-cell       | Konnexiner, innexiner, pannexiner | Kan binda till olika delar cytoskelettet via olika adapterproteiner | Utgör jonkanaler mellan celler, vilket medför att cellsignalering kan fortledas mellan många celler direkt |
| Plasmodesmata                      | Cell-cell       | okänd                             | Aktinfilament                                                       | Finns bara hos växter                                                                                      |

## Celladhesionstyper
Täta fogar eller Tight junctions karaktäriseras av att två cellers membran delvis sammansmält. En tight junction bildas av en grupp proteiner vid namn klaudiner samt proteinet occludin; antalet strängar av dessa proteiner avgör hur tätt cellerna sitter ihop. Tight junctions finns exempelvis i epitelceller, där vätska ska hållas på en sida av epitelet. Urinblåsan är ett gott exempel. Graden av genomsläpplighet kan dock variera. Det minst genomsläppliga epitel där tight junctons finns är blod-hjärnbarriären.
Ytterligare en funktion är att hålla olika sidor av cell isär. En så kallad polariserad epitelcell har två sidor, en basolateral och en apikal, och cellemembranet har olika ytproteiner på de två sidorna. Tight junctions håller dessa på rätt plats.
Intermediate junctions förekommer i kombination med tight junctions; intermediate junctions binder samman epitelcellerna mekaniskt för att hålla ihop tight junctions. Intermediate junctions är kopplade till cytoskelettet.
Desmosomer finns i epitelceller, hjärtmuskelceller, och i hjärnhinnorna; pia mater och arachnoidea.
Desmosomernas huvudfunktion att sammankoppla celler mekaniskt för ökad motståndskraft och stabilitet. De proteiner som bildar desmosomen är fästade i cytoskelettet och sticker ut genom plasmamembranet, där de ligger omlott med granncellens i ett blixtlåsliknande arrangemang.
Hemidesmosomer kopplar epitelceller till det underliggande basalmembranet med hjälp av proteinbindningar.
Gap junctions återfinns i nästan alla celler och bildar kanaler mellan cellerna. Kanalerna består av två rörformiga konnexoner; en i varje membran. Varje konnexon är uppbyggt av sex vävnadsspecifika konnexiner. Genom gap junctions transporteras joner, näringsämnen och signalsubstanser till granncellerna som till exempel kan koordineras till att kontrahera samtidigt. Exempel på det sistnämnda är hjärtmuskulatur och livmodermuskulatur innan förlossning. Gap juntions regleras av en mängd olika faktorer, till exempel stängs de vid höga koncentrationer av kalciumjoner som kan uppstå exempelvis vid skador på celler. 
Gap junctions saknar förbindelser med cytoskelettet.

## Sjukdomar
Epidermolysis bullosa är en genetisk sjukdom som gör att proteinerna som utför celladhesionen till basalmembranet får låg slitstyrka, vilket medför att det lättare bildas blåsor än normalt.
Pemfigus vulgaris liknar epidermolysis bullosa, men orsakas av autoimmuna processer där autoantikroppar bildas mot desmoglein, vilket blockar cell-cellinteraktion i vissa epitelvävnader.